# 形成层
形成層是一個植物組織層，提供未分化細胞給植物生長。
有幾種不同種類的形成層被發現在植物的莖和根中：
- 木栓形成層
- 單面形成層（英语：Unifacial cambium）
- 維管形成層

形成層別稱維管形成層，是植物中縱向貫穿根和莖的一層組織，位于木質部和韌皮部之間，它向內形成木質部，向外形成韌皮部。形成層一般由多層細胞所組成，嚴格說來，其中只有一層原始細胞，可以不斷地向內外分裂而增生細胞，不斷增生的子細胞分化為木質部和韌皮部以及射線的細胞，使得植物的根和莖能不斷地生長加粗。屬于側生分生組織。
形成層一般存在于裸子植物和被子植物的雙子葉植物中，但在單子葉植物中基本沒有形成層，所以單子葉植物生長不能不斷地加粗，絕大部分為草本植物，只有棕櫚科具有喬木狀，也是依靠維管束發展，不能有充分的次生生長能力。